# Charles của Bỉ
Charlé của Bỉ, Bá tước xứ Flanders (tiếng Hà Lan: Karel; tiếng Đức: Karl; 10 tháng 10 năm 1903 – 1 tháng 6 năm 1983) là thành viên của hoàng gia Bỉ, từng giữ chức nhiếp chính vương tử của Bỉ từ năm 1944 đến năm 1950, trong khi một ủy ban tư pháp điều tra anh trai ông là Vua Leopold III của Bỉ, về việc liệu ông có phản bội quân Đồng minh trong Thế chiến thứ hai bằng cách đầu hàng sớm vào năm 1940 và cộng tác với Đức Quốc xã trong thời gian chiếm đóng Bỉ hay không. Quyền nhiếp chính của Karel kết thúc khi Leopold được phép trở lại Bỉ. Ngay sau khi trở về và tiếp tục các nhiệm vụ quân chủ của mình, Leopold thoái vị để nhường ngôi cho con trai mình là Vương tử Baudouin.
Trong Chiến tranh thế giới thứ hai Karel được biết đến với cái tên General du Boc, để che giấu danh tính vì lý do an ninh. Ông có mối quan hệ với RAF Hullavington, nơi có nhiều sĩ quan cấp cao từ các quốc gia Đồng minh đóng quân hoặc vận chuyển đến và đi.